# Cameron Payne

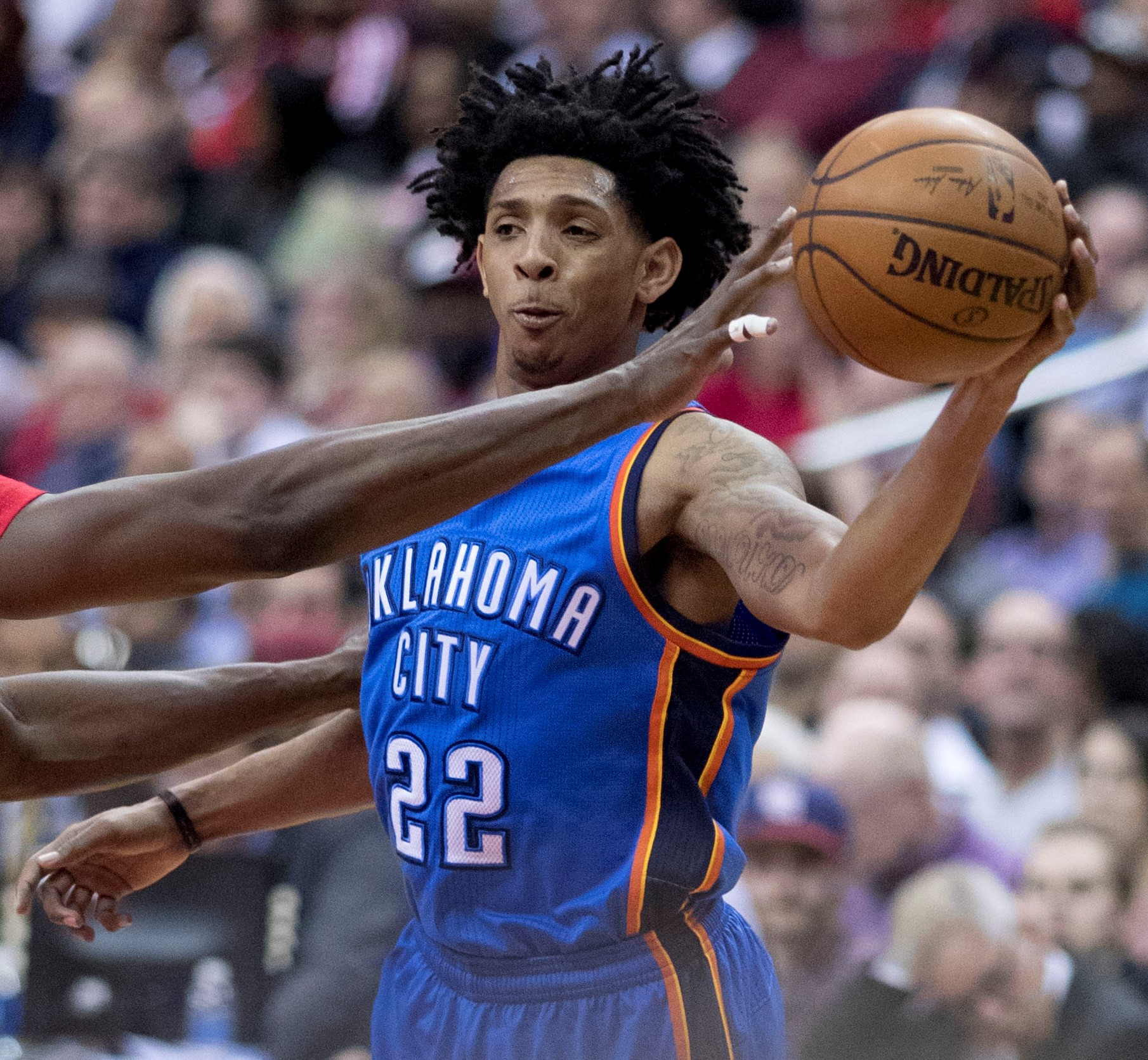
Cameron Payne, 2020.

Cameron Payne, född 8 augusti 1994 i Memphis i Tennessee, är en amerikansk professionell basketspelare (PG/SG) som spelar för New York Knicks i National Basketball Association (NBA). Han har tidigare spelat för Oklahoma City Thunder, Chicago Bulls, Cleveland Cavaliers, Phoenix Suns, Milwaukee Bucks och Philadelphia 76ers.
Payne draftades av Oklahoma City Thunder i första rundan i 2015 års draft som 14:e spelare totalt.
Innan han blev proffs studerade Payne vid Murray State University och spelade för deras idrottsförening Murray State Racers.